# Breeding Death
Breeding Death è il primo EP della band death metal svedese Bloodbath, pubblicato nel 2000 dalla Century Media e ristampato sei anni dopo con un nuovo artwork, testi completi e due tracce bonus.

## Tracce
1. Breeding Death - 4:26
2. Omnious Bloodvomit - 3:47
3. Furnace Funeral - 5:04
4. Breeding Death (demo) - 4:20*
5. Omnious Bloodvomit (demo) - 3:35*

* Incluse solo nella ristampa del 2006.

## Formazione
- Mikael Åkerfeldt - voce
- Anders Nyström - chitarra
- Jonas Renkse - basso
- Dan Swanö - batteria